# Consell departamental de La Reunió
El Consell departamental de La Reunió és l'òrgan executiu de deliberació del departament francès de l'illa de la Reunió (que és també una regió francesa amb un consell regional). La seva seu és a Saint-Denis, al barri de La Source. Des de 2004 la seva presidenta és Nassimah Dindar.

## Llista de presidents
- ?-? : Jules Hermann.
- 1949-1966: Roger Payet.
- 1966-1967: Marcel Cerneau.
- 1967-1982: Pierre Lagourgue.
- 1982-1988: Auguste Legros.
- 1988-1994: Éric Boyer.
- 1994-1998: Christophe Payet.
- 1998-2004: Jean-Luc Poudroux.

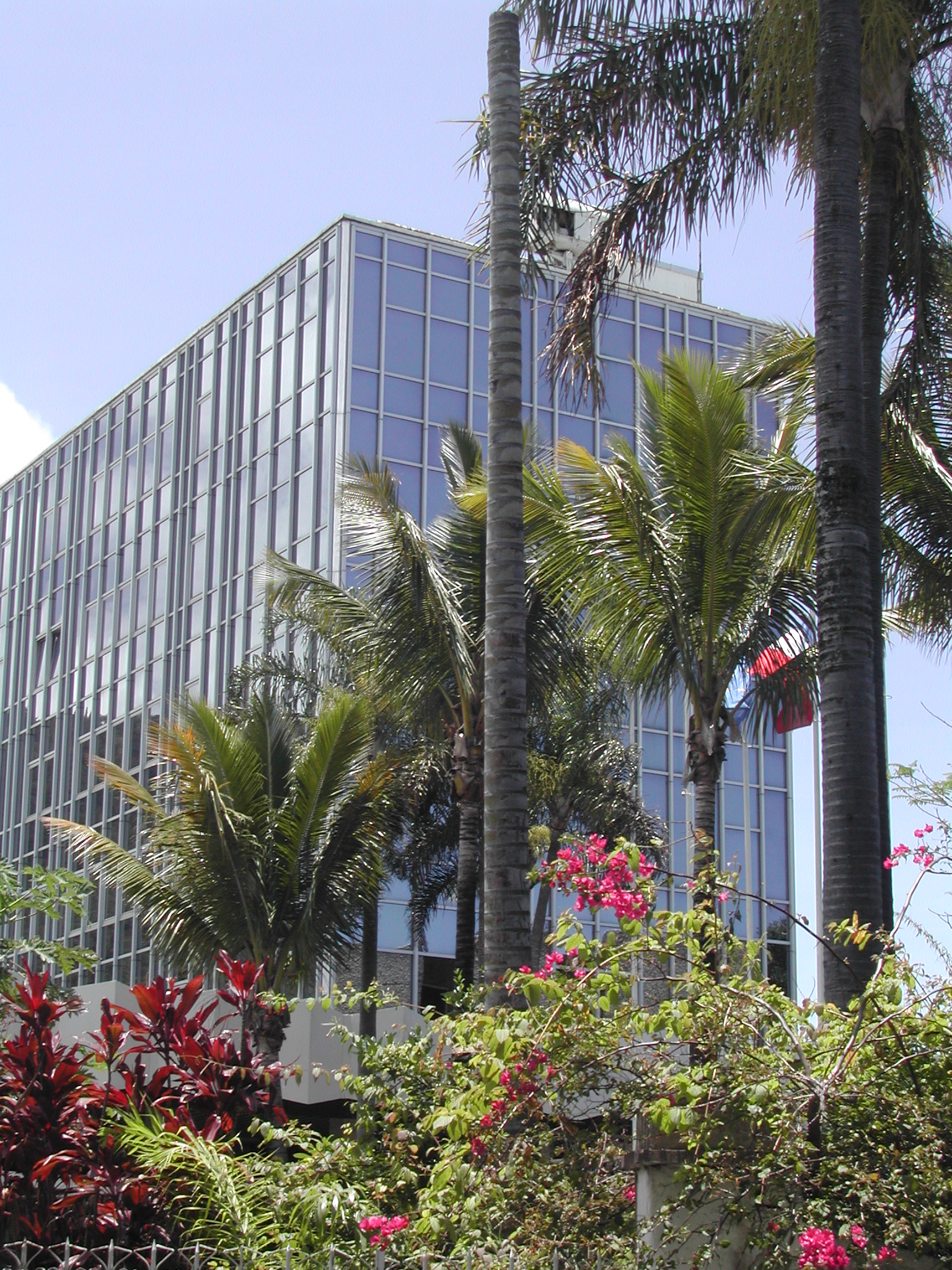
Palau de La Source, seu del Consell

- 2004-Actualment : Nassimah Dindar.

## Membres del consell
Actualment el consell té 50 membres.